# 가물막이댐

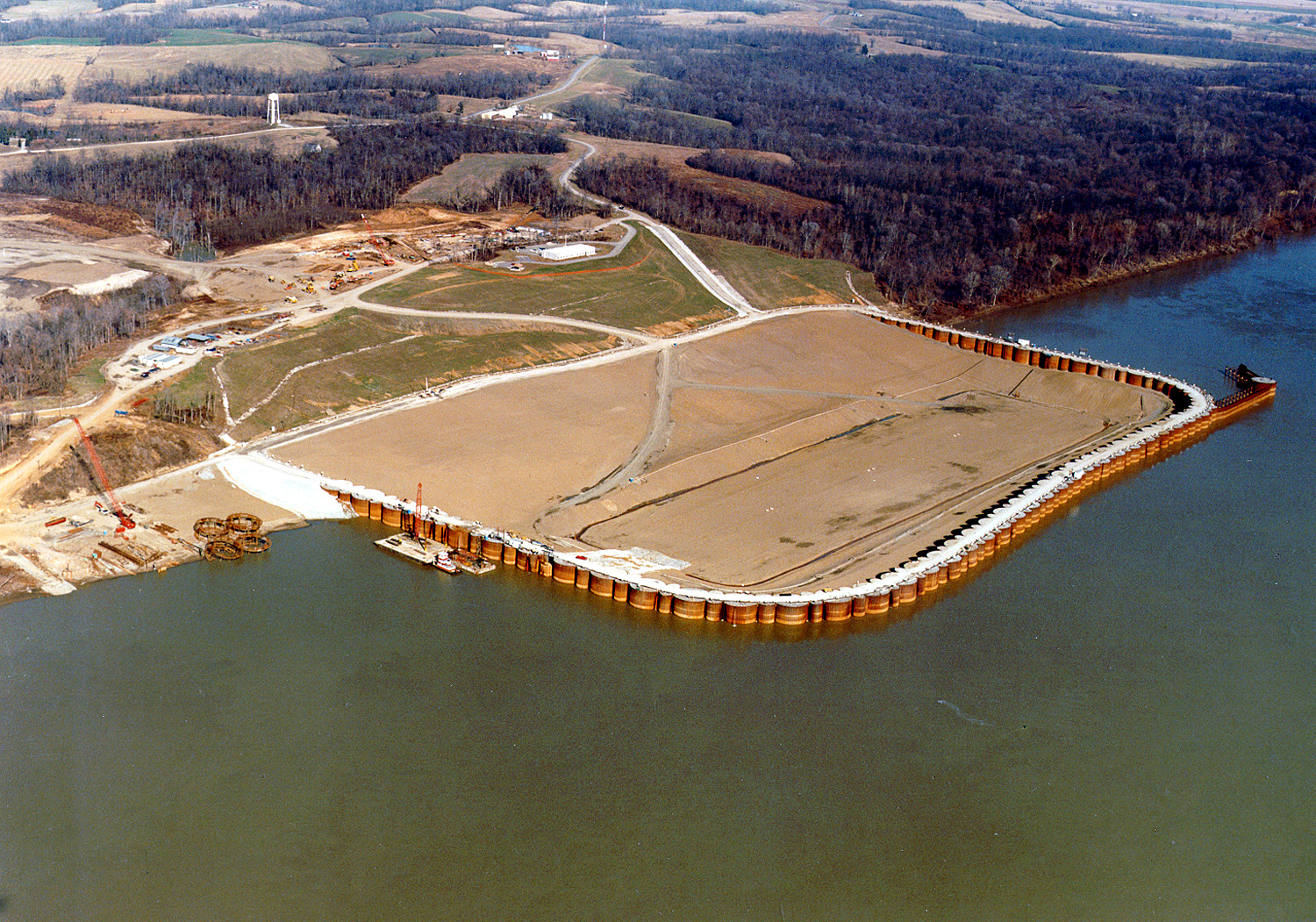
가물막이댐

가물막이댐은 하천이나 바다 등의 수중에 공작물을 설치하려 할 때 공사구역의 주위를 일시적으로 둘러쌓아 외수의 침입을 방지하는 가설구조물이다. 공법으로는 성토에 의한 가제방이나 강널말뚝에 의한 지수벽 등이 있다.

## 같이 보기
- 케이슨
- 러버댐